# Bureo
La Real Junta del Bureo o Real Bureo, o simplemente el Bureo (del francés bureau) era, en la España del Antiguo Régimen, el tribunal de justicia que tenía jurisdicción especial en asuntos en que estuvieran involucradas personas de la servidumbre real. Esta jurisdicción se extendía a la servidumbre alta y baja, proveedores y demás dependientes de la Real Casa y a otras personas que gozaban del mismo fuero privilegiado, que las eximía en ciertos casos de la justicia ordinaria. Por ejemplo, los individuos de la Real Academia Española y los dependientes de la Biblioteca Real también gozaban del fuero de ser juzgados por este tribunal.
El Bureo se ocupaba también del aprovisionamiento de la Real Casa, con funciones gestoras que lo asemejaban a una oficina administrativa de intendencia y logística. Tenía por tanto dos campos principales de competencia:
- Los asuntos disciplinarios y criminales de la servidumbre real,
- y los contenciosos con diversas autoridades suscitados por las franquicias, exenciones y facultades de que gozaban los proveedores de la Real Casa y sus dependientes, sobre todo por cuestiones tributarias.

Fue instituido en tiempos de Carlos I, cuando la casa de Borgoña entró a formar parte de la casa real española, y estuvo vigente hasta su abolición por la constitución de 1812, en la que se eliminaron los tribunales especiales (a excepción del eclesiástico y militar).
El tribunal estaba presidido por el mayordomo mayor del rey, y originalmente lo integraban como miembros natos el caballerizo mayor, el sumiller de corps, el mayordomo de semana, el tesorero, el contralor y el grefier, que actuaba como secretario. Los tres primeros, como jefes de la Casa del Rey, tenían autoridad para resolver por sí mismos las faltas leves cometidas por la servidumbre; los casos graves eran remitidos a la Junta del Bureo, donde los tres estaban representados por otros tantos jueces: ministros togados del Consejo de Castilla, nombrados por el rey a propuesta del jefe respectivo. Estos jueces eran también miembros de la alta servidumbre de palacio, y a veces eran individualmente asignados a alguna de las casas particulares o cuartos de las distintas personas reales, para entender de los asuntos de su servidumbre. En 1749 Fernando VI dispuso que fueran cinco los jueces togados que formarían la Junta del Bureo.